# دهه ۲۰۱۰ (میلادی)

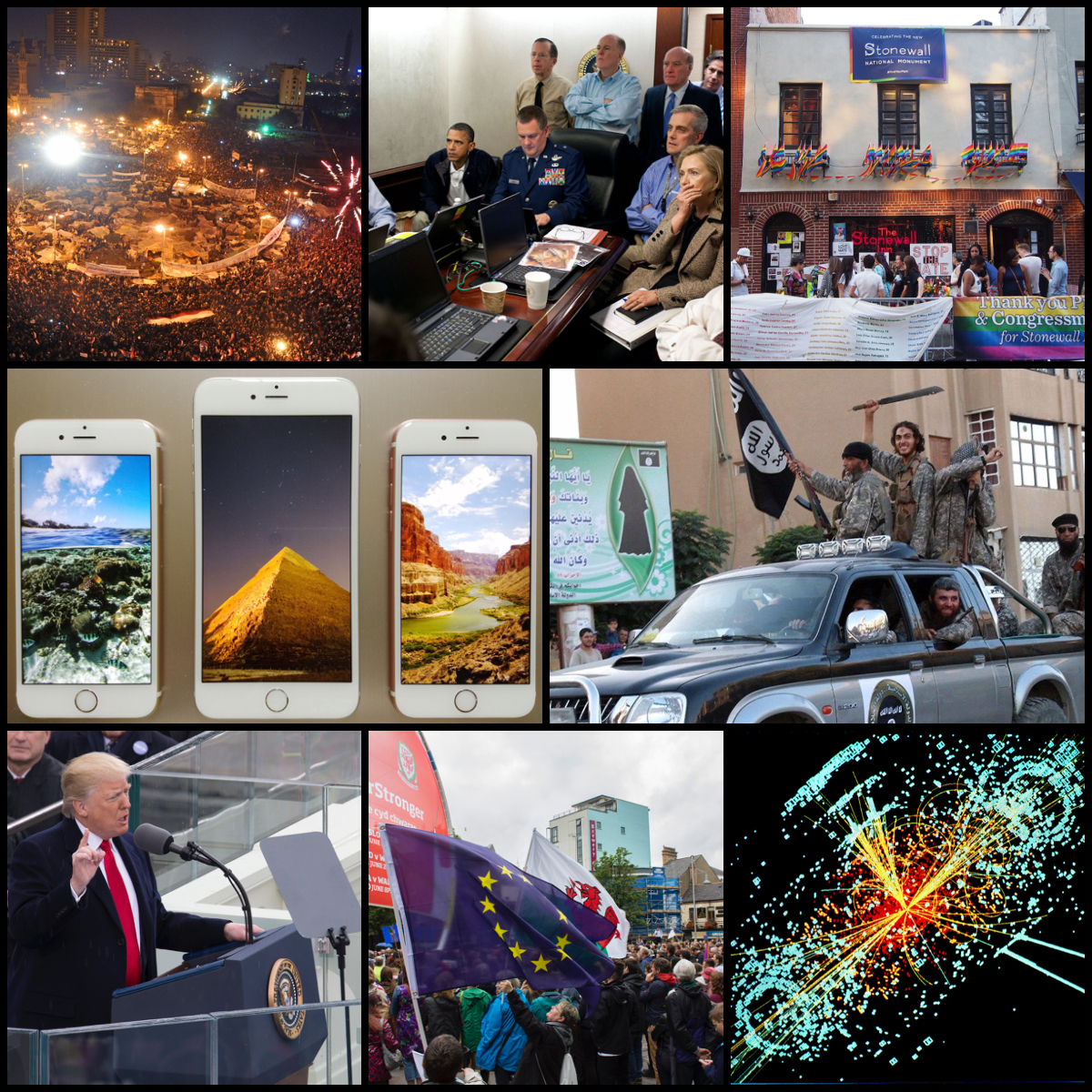

دههٔ ۲۰۱۰ (میلادی) دویست و یکمین دههٔ تقویم میلادی است.

## نگارخانه

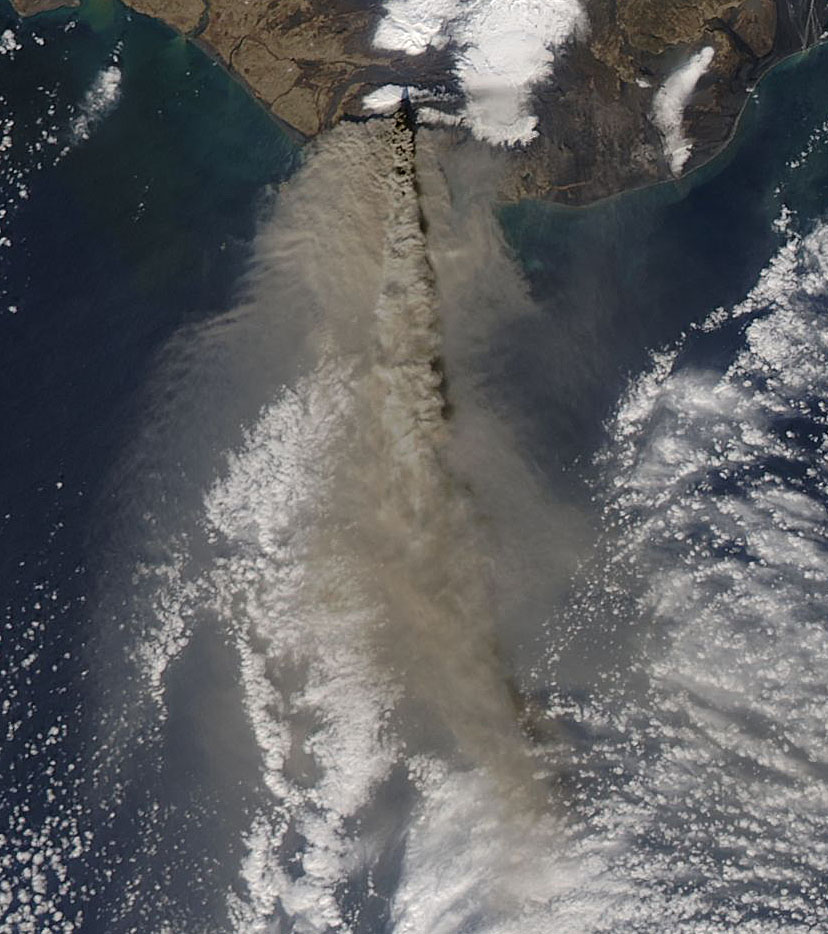
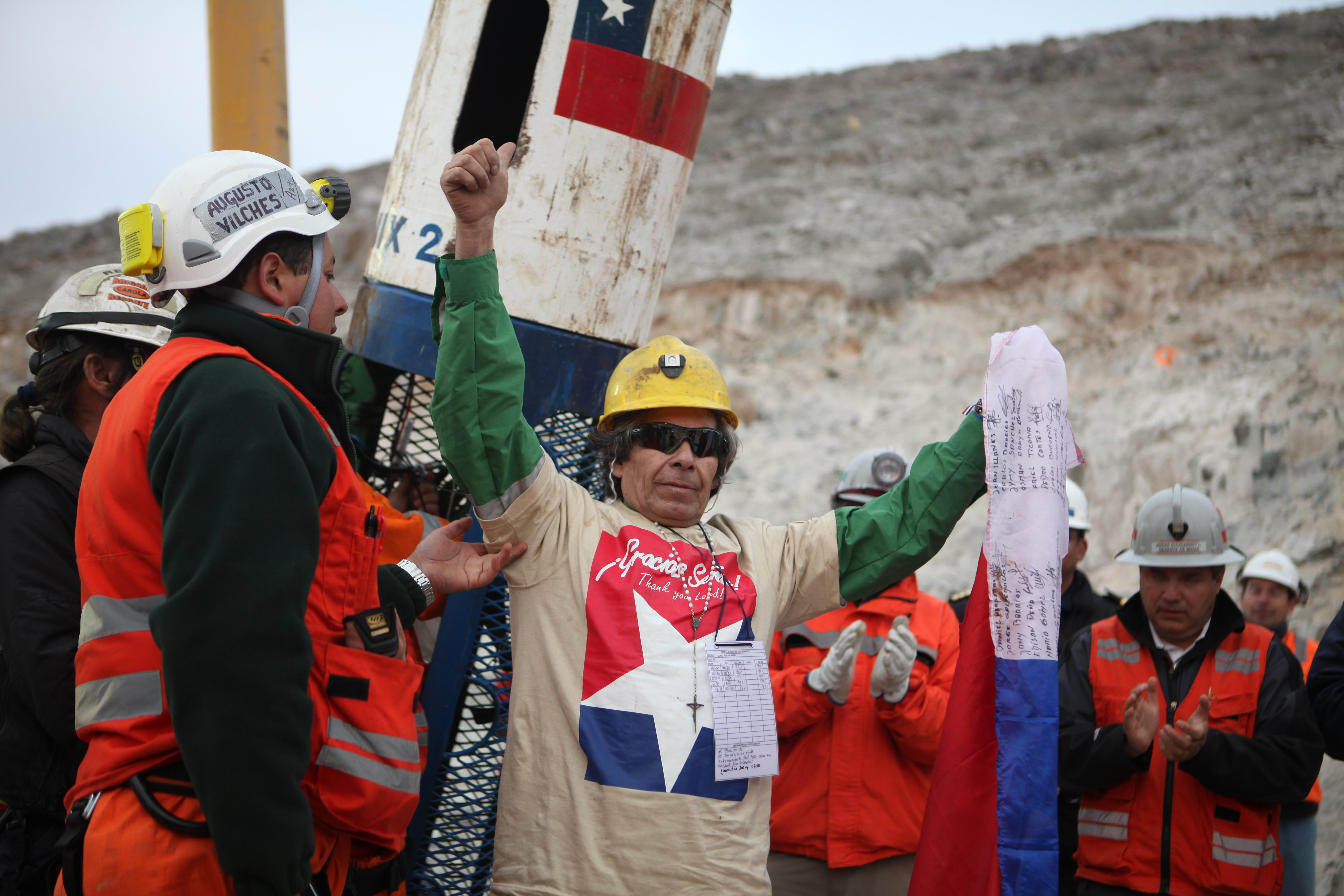
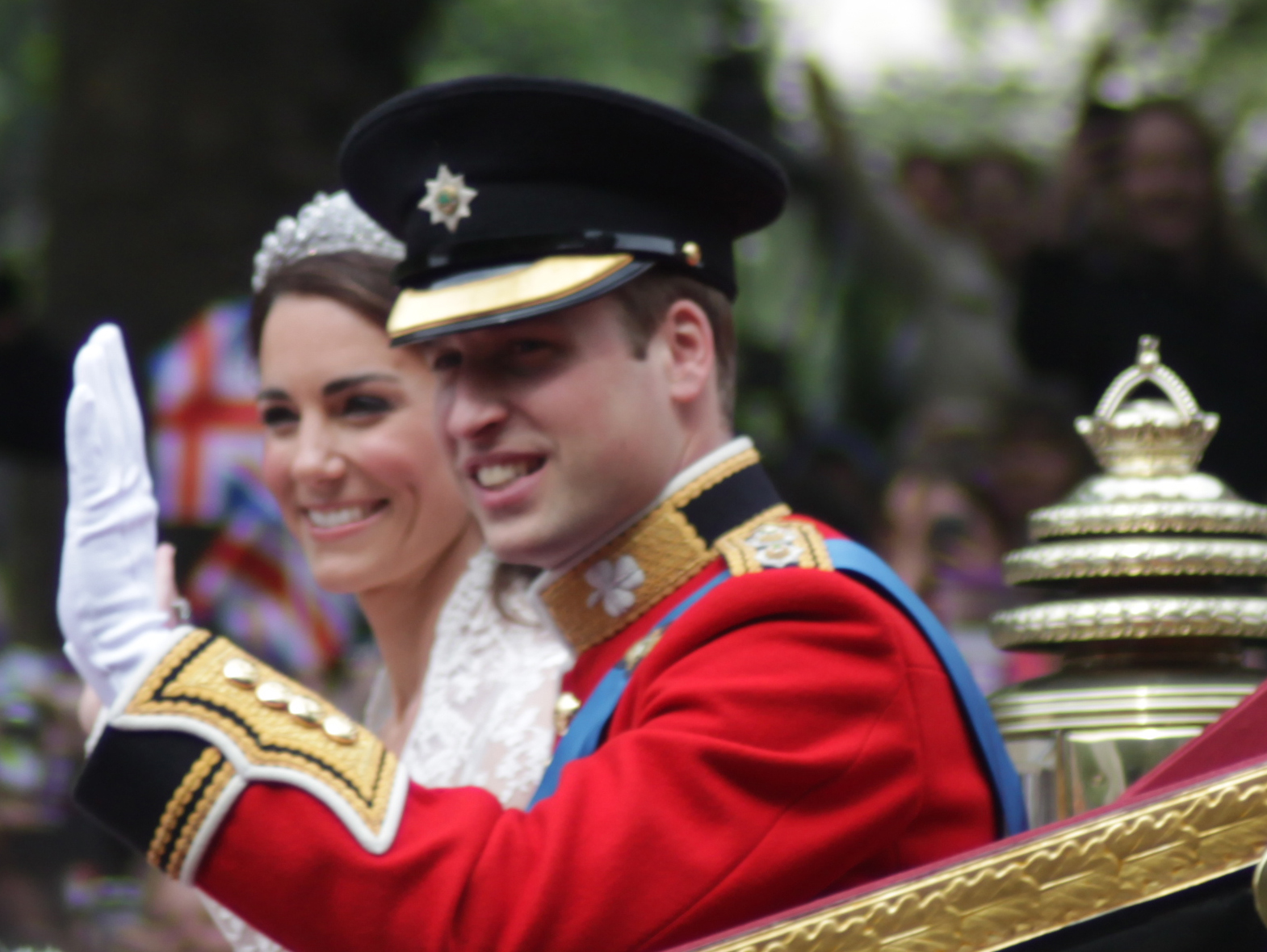

## درگذشتگان
‎